# اقتصاد اليمن

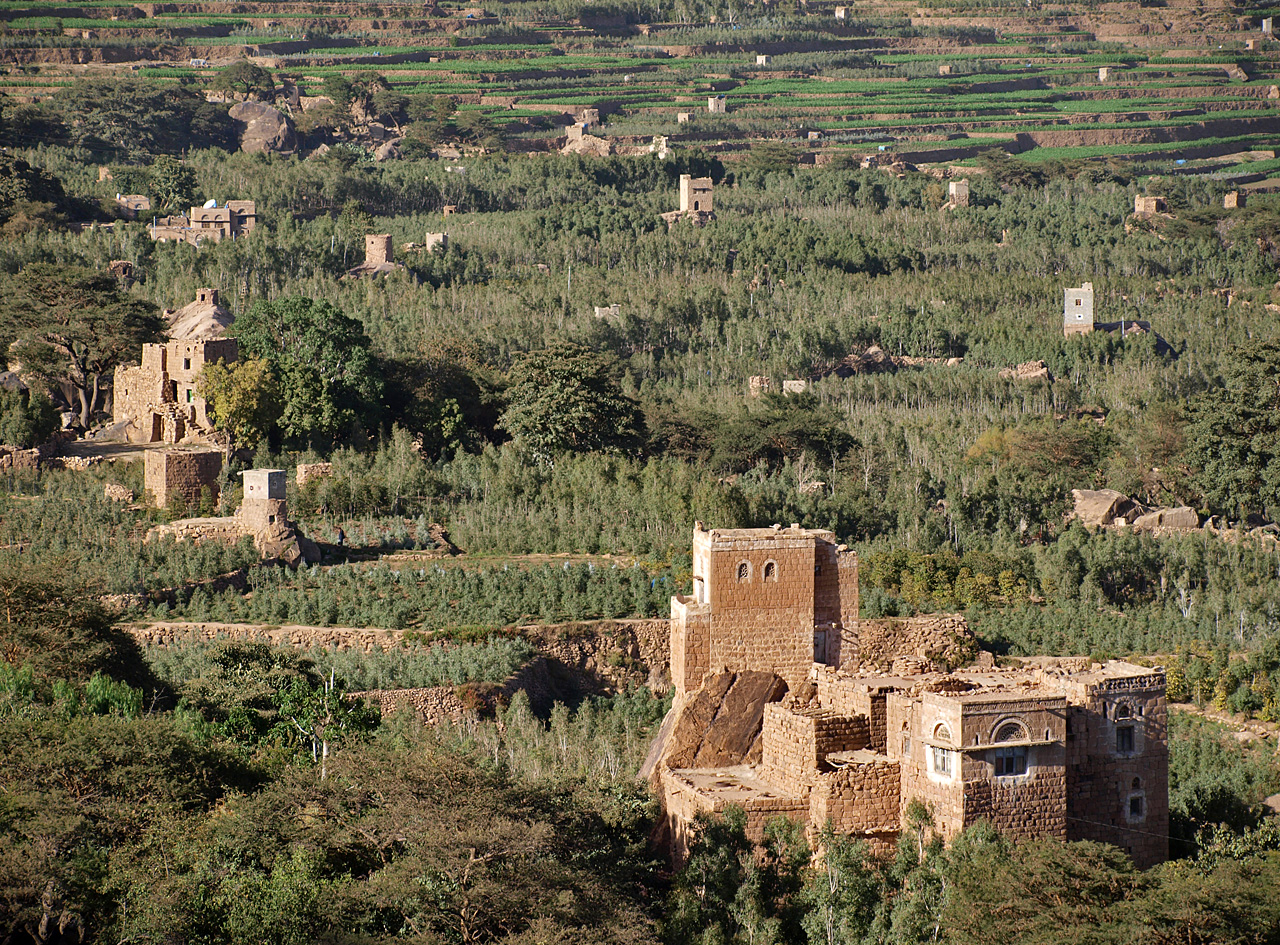
مزرعة للقات قرب الطويلة محافظة صنعاء

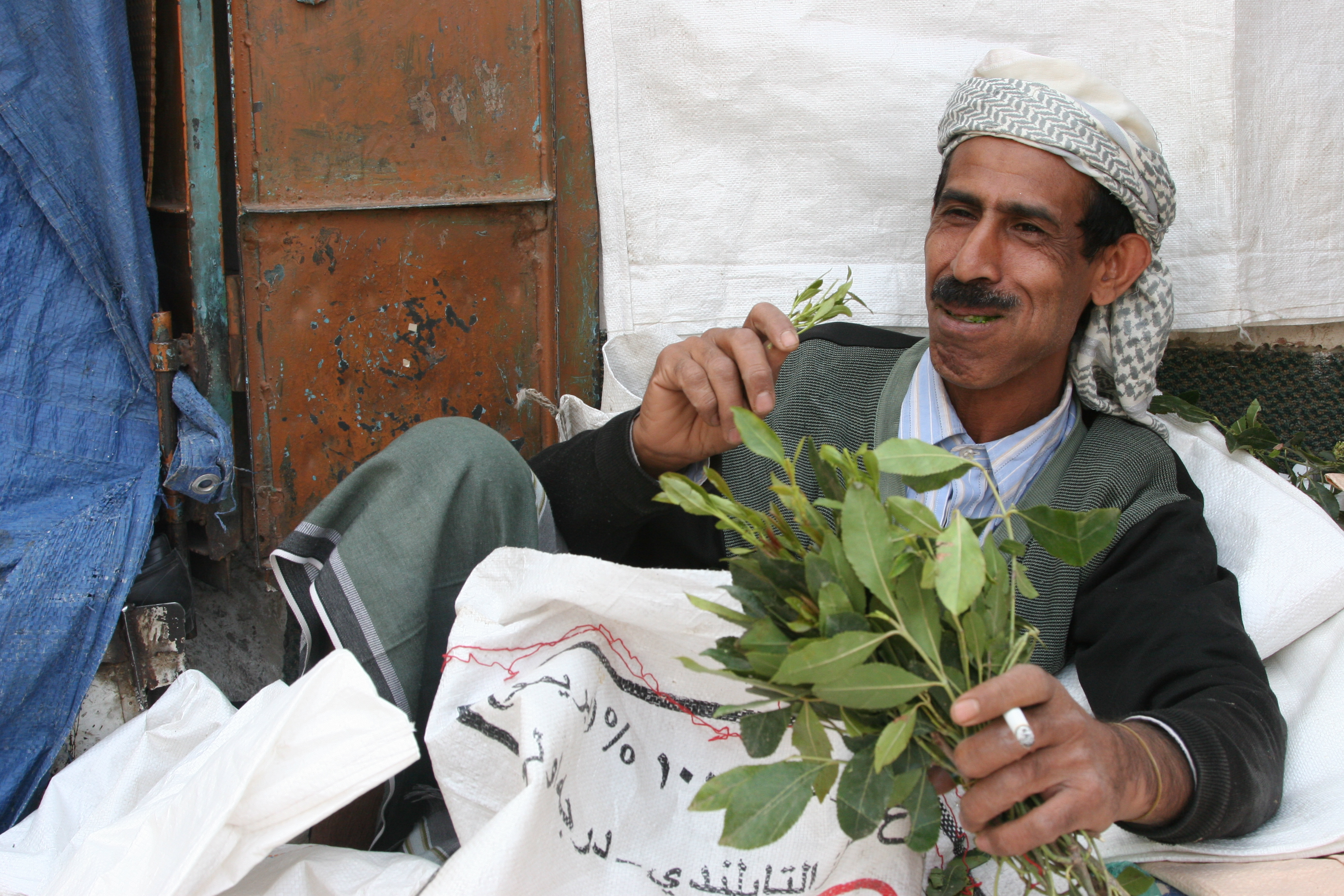
مواطن يمني يتعاطى القات

اليمن بلد ضعيف اقتصادياً، واقتصادها غير متطور، وتعتمد بشكل كبير على المساعدات الدولية خاصة من المملكة العربية السعودية و إقتصاد اليمن إقتصاد ريعي رغم قلة الموارد النفطية، وتعاني من مشاكل هيكلية أهمها الفساد والنزاعات المختلفة والعقلية القبلية التي تسيطر على المسؤولين في الجنوب كان النشاط الاقتصادي يعتمد على ميناء عدن والذي تأثر كثيراً بعد إغلاق قناة السويس وواجه اليمن مشاكل في دمج النظامين الاقتصاديين الضعيفين أصلاً بعد الوحدة يبلغ المعدل المئوي لنمو الناتج المحلي لعام 2011 -10% ومعدل نمو الإنتاج الصناعي 9%
تأثر تصدير البن والذي كان يشكل حوالي 20% من الناتج الإجمالي المحلي بسبب زراعة القات. وتشكل زراعة القات حوالي 10% من الناتج الإجمالي المحلي وهي مسؤولة عن توظيف ما يقارب 150,000 شخص في اليمن  في نفس الوقت، هي مسؤولة بشكل رئيسي عن عدد من المشاكل البيئية أهمها استهلاك 30% من مياه الري واقتطاع أراضي كثيرة صالحة لزراعة الفواكه والخضروات والبن 
بإمكان اليمن أن يصدر ما يقارب 350,000-400,000 طن من الأسماك سنويًا ومع ذلك فإن الإنتاج في هذا القطاع ضئيل للغاية وغير مطور ويقتصر على صيادين وأصحاب قوارب صغيرة 
تبلغ قيمة الإنتاج المحلي الإجمالي حوالي $33.76 مليار وهو منخفض. ونسبة البطالة 35% ومن يعيش تحت خط الفقر (أقل من دولارين يوميًا) 45%  ويبلغ الحساب الجاري لليمن -$3.12 مليار والدين العام 37% الناتج الإجمالي المحلي ومعدل الزيادة في التضخم 20% في مؤشر أسعار المستهلك على سبيل المثال وجاءت حكومة علي عبد الله صالح في المرتبة رقم 146 من 178 عام 2010 في تقرير منظمة الشفافية العالمية المعني بالفساد
تصنف اليمن بأنها من أشدّ الدول النامية ذات الاقتصاد المتدهور. في مقارنة لدخل الفرد في الدول العربية أشارت تقارير GRP وCIA بأن اليمن تحتل المرتبة الأخيرة بين هذه الدول إذ يبلغ دخل الفرد فيها حوالي دولار واحد في الوقت الذي تحتل قطر المرتبة الأولى وبدخل فردي قدره 93 دولار تقريباً. بينما تشير دراسة محلية بأن الدخل السنوي للفرد أقل من 600 دولار. يعتمد الاقتصاد بشكل رئيس على الثروة النفطية للبلاد وقليل من الثروة السمكية والزراعية والسياحة. واليمن دولة نفطية وتبلغ صادرات اليمن قبل انقلاب الحوثيين 259 ألف برميل يوميًا ويسهم 40% من الناتج المحلي وتسهم ب70% من إيرادات الدولة و90% من الموازنة.

## مقدمة
تأثر اقتصاد اليمن بشكل كبير إبان الوحدة بين شطريه وكان على اليمن أن يصمد اقتصادياً جراء دعمه للعراق خلال 1990-1991 م من حرب الخليج، فقد رحل من المملكة العربية السعودية حوالي مليون عامل يمني وأوقفت كل من الكويت والسعودية دعمهما لليمن بشكل ملحوظ.
من ناحية أخرى أدت حرب 1994 الأهلية في اليمن إلى دمار كبير في البنية التحتية للبلاد بخلاف الضحايا والمشردين. نتيجة لتلك الأحداث اعتمدت اليمن على بعض المعونات متعددة الجوانب تعهدت مقابلها بإصلاحات داخلية، وفي عام 1997 اعتمد صندوق النقد الدولي برنامجين لتعزيز القروض الممنوحة لليمن: تعزيز البنية التحتية متمثلة في تقليل الفقر والتوجه التنموي، وبرنامج تمديد الاعتماد المالي. وقد اظهرت الحكومة اليمنية تطورا ملحوظا في إعادة الهيكلة في جوانب مختلفة بالمقابل ومع ذلك ما زالت اليمن ضمن الدول المصنفة الأشد فقرًا في العالم. اضف إلى ذلك هجرة اللاجئين الصوماليين إلى اليمن بمعدل 1000 شخص كل شهر تقريبًا قد زاد من أعباء الحكومة اليمنية. هناك مؤشرات واعدة للتنمية في اليمن لاسيما بعد افتتاح السوق الحرة وإعادة العلاقات بشكل نسبي مع دول الجوار وافتتاح مشاريع جديدة في كل من القطاع العام والمختلط.
تلا ذلك نشوب حرب أهلية أخرى في صعدة عام 2004 واستمرت قرابة 4 سنوات مراكمة المزيد من الخراب والدمار في البنى التحتية للبلاد.
تخطط الحكومة اليمنية حاليًا لإنشاء أول سوق أوراق مالية في اليمن بحلول 2011م والذي يمكن أن يلعب دورًا كبيرًا في تنمية البلاد. الجدير ذكره أن اليمن يعاني ويلات الفقر والفساد على الرغم من انتشار التعليم بشكل ملحوظ ويرى البعض أن نظام القبيلة يشكل الدعامة الأساسية لاستمرار هذه الظواهر.

### الدخل القومي السنوي
بحسب تقديرات تبلغ القوة الشرائية الإجمالية 55.400 مليار دولار وبينما نصيب الفرد منها هو 2410 دولار بينما يبلغ الناتج المحلي الإجمالي 26.909 مليار دولار ونصيب الفرد هو 1.171 دولار.
تبلغ نسبة الفقر في اليمن 40% وبينما يعيش 17% تحت الفقر الدولي (أقل من 1.25 دولار) وهناك تقرير أن ثلث الشباب في سن العمل هم من العاطلين وهو رقم مرشح للزيادة إذ يصل عدد خريجي الجهاز التعليمي في الوقت الراهن إلى 188 ألف شاب وشابة، بينما لا يستطيع الاقتصاد اليمني توفير أكثر من 16 ألف وظيفة.[بحاجة لمصدر]

### النفط والغاز

شعار شركة الغاز الطبيعي اليمني في بلحاف

يمثل القطاع النفطي في اليمن أهمية إستراتيجية بالنسبة للاقتصاد اليمني منذ اكتشافه في منتصف الثمانينيات من القرن الماضي وحتى اليوم نتيجة مساهمته في الناتج المحلي الإجمالي والموازنة العامة وميزان المدفوعات، وشهد هذا القطاع تطور متزايد منذ إعلان الوحدة اليمنية عام 1990م وظل الإنتاج في تزايد حتى عام 2001م حيث زاد مستوى الإنتاج من (69.1) مليون برميل عام 1990م إلى (160.1) مليون برميل عام 2001م بينما اتسم الناتج بالتراجع في الفترة (2002-2007م) ليصل إلى (117) مليون برميل.
وعلى الرغم من انخفاض معدل الإنتاج في هذه الفترة إلا أن زيادة الأسعار التي شهدتها على الصعيد العالمي بسبب الزيادة في الطلب العالمي للنفط وخاصة من الدول التي تشهد نموا اقتصاديا متسارعا مثل الصين، زادت مساهمة هذا القطاع في تركيب الناتج المحلي الإجمالي. وساهم قطاع النفط والغاز في الناتج المحلي الإجمالي بنسبة متفاوتة تشهد تذبذب وتغير من فترة إلى أخرى حيث مثل عامي (2005-2006) نحو 35% من إجمالي الناتج المحلي الإجمالي، ولكنه انخفض إلى 28% عام 2007.
يصدر اليمن ما يقارب (258.8 ألف) برميل يوميًا ومن أبرز الحقول النفطية في اليمن حوض المسيلة قطاع (14) الذي تم اكتشافه في العام 1993م، وتحرص الحكومة اليمنية على تطوير حقولها النفطية بزيادة الإنتاج النفطي بهدف زيادة الثروة الوطنية استجابة لمتطلبات التنمية الاقتصادية والاجتماعية في البلاد كون النفط يساهم بنسبة تتراوح بين (30-40)% من قيمة الناتج المحلي الإجمالي ويستحوذ بأكثر من 70% من إجمالي إيرادات الموازنة العامة للدولة ويشكل أكثر من90% من قيمة صادرات الدولة صدر تقرير عن البنك الدولي أن آبار النفط اليمنية سينضب تماما في 2017 ومع ذلك فإن هيكلية الاقتصاد اليمني لا زالت تعتمد على هذا القطاع بشكل كبير 
يعتبر مشروع الغاز الطبيعي المسال في بلحاف أكبر مشروع تم إنجازه في اليمن في الوقت الحاضر ويتوقع أن يدر أرباحا تعود على اليمن تصل إلى 30 مليار دولار على مدى 25 عامًا وتديره حاليًا الشركة اليمنية للغاز الطبيعي المسال. مع هذا فإن الفرد اليمني أصبح يعاني من شح الغاز كوقود أساسي للمنازل ووصلت أسعاره مؤخرا لدرجة تفوق ضعف استهلاك الكهرباء لنفس القدر من الطاقة.
تراود المواطنين شكوك قد تصل إلى اليقين بأن القطاع النفطي والغازي يكاد يغرق بالفساد الحكومي إذ إزداد يقينه بعد أن حصد بعض ملاحظات من قبل الصحافة الغربية بفساد صفقة استخراج وتصدير الغاز اليمني مع شركاء أجانب التجاري بسعر حاد الانخفاض بالنسبة للأسعار العالمية كما هو معلومة لدى سوق النفط العالمي.
| البيان             | 2005   | 2006   | 2007   | 2008   | 2009  | 2010  |
| ------------------ | ------ | ------ | ------ | ------ | ----- | ----- |
| الكمية مليون برميل | 146    | 133    | 117    | 107    | 100   | 100   |
| سعر البرميل        | 51,47  | 63,00  | 73,38  | 98,88  | 63,48 | 106   |
| سعر الصرف          | 191,24 | 197,05 | 198,95 | 199,78 | 205   | 236,6 |
| المصدر:            |        |        |        |        |       |       |

#### صفقة بيع الغاز المشبوهة
عقدت حكومة علي مجور صفقات بيع الغاز المسال لشركة توتال الفرنسية وشركة كو جاز الكورية، بسعر دولار أمريكي واحد لتوتال الفرنسية للمليون وحدة حرارية، وللشركة الكورية كو جاز ب«ثلاثة دولارات و15 سنتا»، ولمدة 20 عاماً، بموجب عقد وقعته معهما الحكومة عام 2008. وأوضح بيان في حكومة باسندوة أن أسعار الغاز في ذلك الوقت كانت تتراوح بين 11 و12 دولارًا للمليون وحدة حرارية. وتمكنت حكومة باسندوة من تعديل سعر بيع الغاز لـ«كو جاز» الكورية، إلى أربعة عشر دولاراً للمليون وحدة حرارية بدلاً من 3 دولار، وترفض «توتال» الفرنسية تعديل السعر وتتمسك بالاتفاقيات السابقة.
وتعهدت حكومة باسندوة التي يملك حزب الرئيس السابق علي عبد الله صالح نصف مقاعدها بمواصلة جهودها لتصحيح أسعار بيع الغاز اليمني المسال، والوصول بها إلى الأسعار في الأسواق الدولية، ووفقا لآلية التفاوض الخاصة بتعديل أسعار الغاز والمقرة من قبل مجلس الوزراء.
وتنتج اليمن سنوياً ما مقداره «خمسة ملايين طن متري» من «الغاز الطبيعي المسال»، وتبيع منه «2 مليون طن» لمجموعة «توتال» الفرنسية، ومثلها لشركة «كو جاز» الكورية الجنوبية، فيما تمتلك الحكومة اليمنية حق التصرّف ببيع الكمية المتبقية من المنتج السنوي، ومقداره «مليون طن متري».

#### صفقة بيع النفط المشبوهة
حميد الأحمر، قيادي في حزب التجمع اليمني للإصلاح هو وكيل شركة أركاديا النفطية التي احتكرت شراء نصف إنتاج اليمن النفطي من عام 1994 وحتى 2009 بأقل من سعر السوق. حافظ حميد الأحمر على احتكاره بخطف وتهديد المنافسين. في عام 2009، ترأس أحمد علي عبد الله صالح نجل الرئيس السابق وقائد الحرس الجمهوري المجلس الأعلى لتسويق النفط الخام بعيدا عن وزارة النفط، وهدف اللجنة وفقا لأعضائها هو تعزيز الشفافية في المناقصات وجذب مزايدين جدد وأكثر كفاءة وتوليد إيرادات إضافية للحكومة نابعة من أسعار أكثر تنافسية. علق حميد الأحمر قائلاً:
في يوليو 2009 بعد ثلاثة أشهر من تشكيل لجنة تسويق النفط الخام، سعى حميد الأحمر إلى محو المنافسة من خلال شراء النفط اليمني بسعر مرتفع بصورة مصطنعة تهدف إلى تخويف المنافسين بشكل مؤقت.

#### رفع الدعم عن المشتقات النفطية
كانت أسعار الوقود في عام 2011 بسعر 75 ريال يمني «0.3 دولار» للتر البنزين و50 ريال للتر الديزل (224 ريال يمني =1 دولار)، وفي أواخر العام، أثناء أحداث ثورة الشباب اليمنية أقرت حكومة علي مجور تسعيرة جديدة لأسعار المشتقات، حيث بلغ سعر اللتر البنزين 175 ريال يمني، تقريبًا «0.7 دولار» (بسعر الصرف حينها تقريبًا 247 ريال يمني للدولار).
وفي الفترة (2013-2014) ومع تحسن واستقرار سعر الصرف عند 215 ريال للدولار الواحد، خفضت حكومة باسندوة أسعار المشتقات النفطية إلى 125 ريال يمني «0.58 دولار» للتر البنزين و100 ريال للتر الديزل.
في أواخر يوليو 2014 أقرت حكومة الوفاق اليمنية (حكومة باسندوة)، رفع الدعم عن المشتقات النفطية، وذلك بعد أزمة خانقة في توفر المشتقات النفطية في المدن اليمنية، وبلغ سعر اللتر البنزين 200 ريال يمني حوالي «0.93 دولار» (1 دولار = 215 ريال)، واللتر الديزل 195 ريال يمني، وبررت الحكومة اليمنية الإجراءات للقضاء على تهريب المشتقات النفطية، وتقليل الأزمة الاقتصادية.
وبقيام احتجاجات الحوثيين ضد قرار رفع الدعم، أقرت الحكومة تخفيض 500 ريال في سعر كل «20 لتر» من البترول والديزل، ولم يقبل الحوثيين بهذا القرار وضغطوا على الحكومة عسكرياً وتم توقيع اتفاق السلم والشراكة الوطنية التي أقرت في أحد بنودها تحديد سعر ال«20 لتر» من البترول والديزل بثلاثة ألف ريال يمني، أي بسعر 150 ريال للتر الواحد.
في يوليو 2015 بعد استيلاء الحوثيين على السلطة، أقرت اللجنة الثورية للحوثيين التي تسيطر على صنعاء والمحافظات الشمالية، تعويم أسعار النفط بناءاً على قرار حكومة الوفاق برفع الدعم عن المشتقات النفطية، وهو السبب الذي أتخذه الحوثيين ذريعة لإسقاط الحكومة والسيطرة على السلطة، وبحسب قرار الحوثيين فأنه سيبدأ العمل به من تاريخ 15 أغسطس 2015 وقضى القرار برفع رسوم الجمارك، والضرائب، وصندوق الطرق، وصندوق التشجيع، وهي رسوم كانت تضاف للسعر السابق. كما قضى القرار بإضافة خمسة ريالات يمنية للتر الواحد، من مادتي البنزين، والديزل، لتمويل إنشاء محطة كهرباء.
ونص القرار على أن تضاف رسوم أخرى لصالح إنشاء ميناء نفطي لمدة عامين، بواقع 1.60 ريال يمني على لتر الكيروسين و 1.54 على لتر البنزين و 1.79 على لتر الديزل. وجاء القرار فيما تشهد المدن اليمنية أزمة خانقة في المشتقات النفطية والغاز المنزلي، حيث تباع المشتقات النفطية في محطات السوق السوداء بأسعار تصل إلى أضعاف السعر الرسمي.
وبحسب قرار الحوثيين فإن سعر اللتر البنزين والديزل 135 ريال يمني. ولكن هذا القرار حبراً على ورق، حيث كانت المشتقات تباع في السوق السوداء دون توفرها في المحطات الرسمية، ومنذ أكتوبر 2015 بدأت المشتقات النفطية تباع في محطات التعبئة بسعر السوق السوداء بسعر يتراوح ما بين 400 - 500 ريال للتر الواحد.
| الوقت/الأسعار            | اللتر البترول (ر.ي) | اللتر الديزل (ر.ي) | سعر الصرف           | الحكومة                                   |
| ------------------------ | ------------------- | ------------------ | ------------------- | ----------------------------------------- |
| بداية 2011               | 75                  | 50                 | 224 (ر.ي - 1 دولار) | حكومة علي مجور                            |
| أواخر 2011               | 175                 |                    | 247                 | حكومة علي مجور                            |
| 2013-2014                | 125                 | 100                | 215                 | حكومة باسندوة                             |
| يوليو 2014               | 200                 | 195                | 215                 | حكومة باسندوة                             |
| أغسطس - أكتوبر 2014      | 175                 | 170                | 215                 | حكومة باسندوة                             |
| أكتوبر 2014 - يوليو 2015 | 150                 | 150                | 215 ~ 220           | حكومة خالد بحاح / اللجنة الثورية للحوثيين |
| 15 أغسطس 2015 - حالياً    | 135                 | 135                | 240                 | الحوثيين                                  |

### الثروة السمكية
يشكل قطاع الأسماك 1.3% من الناتج المحلي الإجمالي،  وهو من القطاعات الواعدة ومن الممكن توظيف الموارد السمكية الكبيرة لتحقيق الأمن الغذائي، توفير الوظائف والتصدير للخارج،  حالياً قرابة 113 سفينة أجنبية وعدد غير معروف من السفن غير المصرح لها تستغل المخزون السمكي وتهدد بانهيار كامل المخزون بإعاقتها لترشيد الصيد على نطاق أصغر،  بلغت كمية الأسماك المصطادة سنويا قرابة 135,000 طن عام 2000 و 70% منه من قبل صيادين صغار والباقي من سفن أجنبية مصرح لها،  حالة الموارد السمكية غير معروفة لغياب الدراسات العلمية الملائمة والإحصاءات الموثوقة وطريقة منح رخص الصيد الحالية تساهم في الإفراط باستغلال هذه الثروات بشكل خطر.
تمتلك الجمهورية اليمنية شريطاً ساحلياً يبلغ طوله أكثر من 2,000 كم غني بالأسماك والأحياء البحرية إضافة إلى 182 جزيرة أهمها: جزيرة كمران وزقر وحنيش الكبرى وحنيش الصغرى في البحر الأحمر، وجزر سقطرى وعبد الكوري ودرسة وسمحة في بحر العرب.
وتحوي المياه الإقليمية اليمنية أكثر من 350 نوعاً من الأسماك والأحياء وعليه فإن القطاع السمكي يعتبر من أهم القطاعات الرئيسية والمهمة للاقتصاد اليمني وتتراوح نسبة مساهمة قطاع الأسماك في الناتج المحلي ما بين (1-2)% وتقدر القيمة المضافة المتولدة فيه بحوالي 49496 مليون ريال وفقاً لآخر الإحصاءات.
كما يعد قطاع الأسماك مصدراً أساسياً لخلق عوائد الصادرات حيث بلغت قيمة الصادرات السمكية في عام (2006م) 28 مليار ريال، على الرغم من أن المخزون السمكي يسمح باصطياد أكثر من 350 -400 ألف طن سنوياً دون أن يتأثر هذا المخزون إلا أن حجم ما يتم اصطياده ما زال محدوداً ومساهمة هذا القطاع في الناتج المحلي الإجمالي هي الأخرى لا زالت محدودة وضئيلة وذلك لانخفاض حجم الإنتاج السمكي الناتج عن انعدام استخدام الوسائل الحديثة لعمليات الاصطياد ووجود بعض المعوقات التي تعمل على عدم استغلال هذه الثروة الاستغلال الأمثل.

### الزراعة

نصيب الفرد اليمني من المياة سنوياً والمخزون المائي الجوفي

يشهد قطاع الزراعة في الجمهورية اليمنية تراجع وإخفاقات كبرى منذ السبعينيات فبينما كان يحقق اليمن الاكتفاء الذاتي من المنتجات الزراعية تراجع الاكتفاء الذاتي إلى 15% وتدنت مساهمة الناتج الزراعي في الدخل المحلي الإجمالي إلى 13%، برغم أن المجتمع اليمني مجتمع زراعي ويعمل في هذا القطاع 53% من قوة العمل  كما يعتمد 50% من سكان الجمهورية على عوائد الإنتاج الزراعي، بلغ ما يستورده اليمن من المواد الزراعية خلال الفترة 1999م إلى 2001م 812 مليون دولار بما يعادل 37% من إجمالي الواردات، بينما بلغ متوسط الصادرات من نفس المواد 71 مليون دولار وهو ما يمثل 2.4% من إجمالي قيمة التصدير.
وقد مثل تراجع الإنتاج الزراعي والذي بلغ معدل النمو فيه 2% فقط مع نمو سكاني يقدر (3.5%) خطرًا على الاستقرار الاقتصادي والسياسي في اليمن حيث يمثل النمو في هذا القطاع نسبة أقل من نسبة الزيادة السكانية مما يعني وجود فجوة بين النمو السكاني والزراعي وعلى اعتبار بأن قطاع الزراعة هو القطاع الأساسي الذي لا يتأثر بالتقلبات والعوامل الخارجية كما هو عليه الحال في المصادر الاقتصادية الأخرى كالنفط والسياحة وغيرها إلا أن النمو في هذا القطاع يعد منخفض جدًا كمؤشر لمخاطر اقتصادية حقيقية وانتشار للفقر والمجاعة بين السكان.
إن الإنتاج الزراعي والذي يعتمد بشكل أساسي على مياه الإمطار يتعرض للتناقص في مواسم الجفاف، كما لا توجد هناك أي خطط حكومية لدعم لهذه القطاع ولهذا نجد بعض المنتجات التي يرتفع إنتاجها في موسم الصيف مثل (البطاطس) تتعرض للإتلاف أو تدني أسعارها لعدم وجود سياسات حكومة فيما يتعلق بالتخزين أو التسويق لتلك المنتجات والتي يرتفع سعرها في مواسم الشتاء إلى أسعار كبيرة مع تدني نسبة الإنتاج، ولهذا نجد بأن قطاع الزراعة والذي يواجهه تراجع مستمر مشكلا فجوة كبيرة بين نمو هذا القطاع والنمو السكاني الذي يعد من أكبر المعدلات في العالم ينذر بمخاطر كبيرة على استقرار البلاد بسبب تفشي ظاهرة الفقر ولا سيما بأن أغلبية من يعتمدون على هذا القطاع يتواجدون في الأرياف والذي يمثلون أكثر من 70% من عدد السكان.
تضاريس الأرض اليمنية صعبة ولا توجد أنهار وإمدادات المياه شحيحة، على الرغم من كل هذه العوامل تمكن اليمنيون القدماء من ابتكار نظام ري ومحافظة على المياه قل نظيره في العالم القديم مما مكنهم من زراعية محاصيل متنوعة حولوا صحراء الجزء الجنوبي من الجزيرة العربية إلى أراض زراعية أبرز المحاصيل الزراعية في اليمن هي الدخن والذرة والقمح والمانجو والموز والبابايا والبطيخ وحمضيات مثل البرتقال والليمون والكمثرى والتفاح والخوخ والعنب ويزرع في اليمن البن وبدأت تجارته حول العالم عن طريق اليمن وإنتشرت في القرن السادس العشر لتبلغ مصر وتركيا وفارس وإندونيسيا وأوروبا والأميركيتين عن طريق ميناء المخا وكلمة (لاتينية: Coffea arabica كوفي أرابيكا ) هي مجرد كلمة أخرى للبن اليماني
يوظف قطاع الزراعة حوالي 54.2% من القوى العاملة في البلاد وحسب الإحصاءات الرسمية فإنه يشكل 20% من الناتج الإجمالي المحلي إلا أن أبحاثًا مستقلة تظهر أنه لا يتجاوز 12.4 %

### القات والاقتصاد
كانت اليمن من أشهر الدول المصدرة للبن ويُعتبر البن اليماني من أجود أنواعه على الإطلاق تأثرت زراعته وقطاع الزراعة في الجمهورية اليمنية بشكل عام بسبب زراعة القات ويستهلك قرابة 40% من مياه الري خاصة وأن محصول البلاد من المياه ضئيل أصلاً  وكل حزمة تكلف حوالي 500 لتر من الماء ويقول العلماء أن صنعاء قد تكون أول عاصمة في العالم تجف فيها المياه تمامًا  بالإضافة لآثاره الصحية، فإن القات يشكل خطر اقتصادي قاتل فالقات يؤثر على سير الأعمال في اليمن فرغم البطالة المرتفعة بين الشباب، إلا أن الموظفين منهم لا يقضون سوى بضع ساعات في الصباح لأعمالهم ومن في الساعة الثانية ظهراً تقريبا، تتوقف عجلة العمل في اليمن وينحسر النشاط في صنعاء إلى بدايات المساء وفق تقرير مجلة النيويوركر الأمريكية التي وصفت الرئيس السابق علي عبد الله صالح بـ«المحظوظ» بسبب هذه العادة الاجتماعية كثير من الأراضي الزراعية الصالحة لزراعة الفواكه والخضار أقتطعت لزراعة القات للمدخول الكبير الذي ينتج عن تجارته ومعظمهم من مشايخ القبائل المتنفذين بالذات في المرتفعات الجبلية المسلحة والمقربين من الرئيس السابق علي عبد الله صالح يكادون يعتمدون اعتماد شبه كلي على تجارة هذه النبتة ولم تبذل الحكومة جهداً يذكر لمكافحة استخدامها لإن الضرائب المفروضة أصلاً لاتجد طريقها إلى خزانة الدولة بل إلى هؤلاء المسؤولين وفق تقرير مؤسسة جيمس تاون الأمريكية  بل في «فيلم وثائقي» بطابع دعائي من إنتاج مجموعة إم بي سي تصف فيه صالح بـ«باني اليمن ومغيرها من حال إلى حال»، أخبر علي عبد الله صالحالإعلامية نيكول تنوري أن القات مثل الشاي  مدخول تجارة القات يقارب 12 مليون دولار يومياً  كان الاقتصاد اليمني عبر العصور يحقق الاكتفاء الذاتي ولم يستورد اليمنيون طعامهم أبداً، الآن حوالي 80% من الغذاء مستورد 
أدرجت منظمة الصحة العالمية القات عام 1973 ضمن قائمة المواد المخدرة، بعدما أثبتت أبحاث المنظمة التي استمرت ست سنوات احتواء نبتة القات على مادتي نوربسيدو فيدرين والكاثين المشابهتين في تأثيرهما للأمفيتامينات.
في عام 2009، تم استخدام مليار لتر من الديزل لضخ المياه لأغراض زراعية وقدرت الحكومة مقدار ما صرفته لاستنزاف مواردها المائية بنفسها بقرابة 700 مليون دولار  ومرد مشكلة المياه في اليمن هو تخزين القات إذ تحتاج هذه الشجيرة مياها أكثر من باقي الأشجار وزيادة الطلب عليها يدفع المزارعون والتجار إلى مضاعفة إنتاجهم  يتم استهلاك كمية مياه عالية جدًا لدرجة أن مستوياتالمياه الجوفية في حوض صنعاء آخذة في التناقص بسبب هذا والمسؤولين الحكوميين اقترحوا انتقال أجزاء كبيرة من سكان صنعاء إلى ساحل البحر الأحمر.
في بلدان أخرى خارج المنطقة الأساسية المتمثلة في النمو والاستهلاك يمضغ القات في الحفلات أو المناسبات الاجتماعية. ويستخدم من قبل المزارعين والعمال للحد من التعب الجسدي أو الجوع والسائقين والطلاب لتحسين الاهتمام. في ثقافة سكان النخبة المضادة في كينيا فإن القات (المشار إليها محليا باسم فيفي أو ميرا) يستخدم لمواجهة الآثار المترتبة على شرب الخمر على غرار استخدام ورقة الكوكا في أمريكا الجنوبية.
| السنة/المحصول | البن  | السمسم | القطن | التبغ | القات | نسبة الزيادة |
| ------------- | ----- | ------ | ----- | ----- | ----- | ------------ |
| 1990          | 24804 | 118578 | 10363 | 3706  | -     | 0.5          |
| 1991          | 23004 | 16794  | 9445  | 3805  | -     | 0.5          |
| 1992          | 23665 | 18683  | 14103 | 3965  | -     | 0.7          |
| 1993          | 24569 | 19495  | 16604 | 3737  | 84713 | 0.8          |
| 1994          | 25174 | 20409  | 12273 | 3562  | 86825 | 0.8          |
| 1995          | 27347 | 231104 | 12860 | 4046  | 88939 | 0.8          |
| 1996          | 29220 | 25914  | 15731 | 4206  | 91418 | 0.8          |
| 1997          | 31618 | 29493  | 20242 | 5024  | 93246 | 0.8          |
| 1998          | 32032 | 30331  | 23259 | 5447  | 97672 | 0.9          |

### السياحة

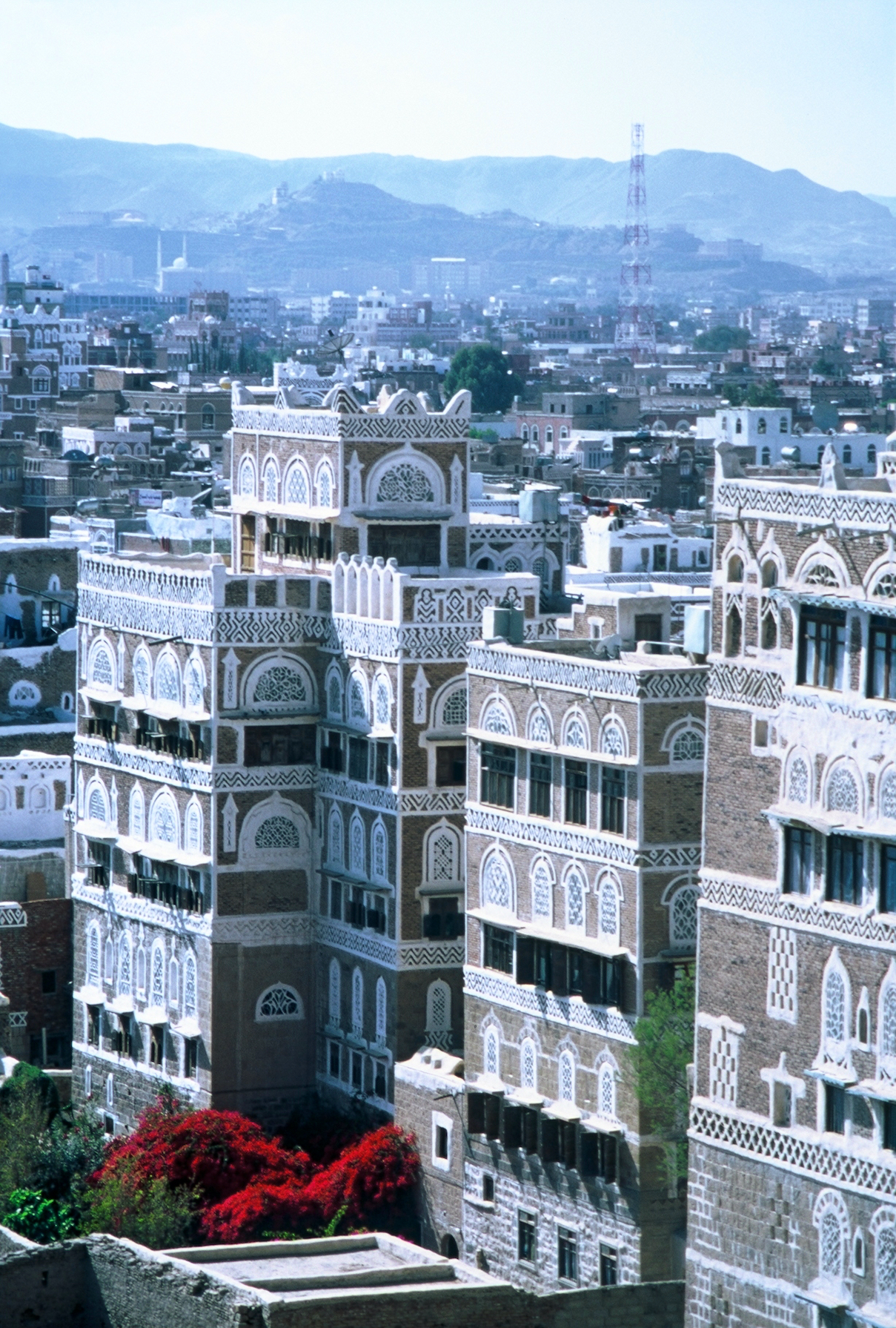
الطراز المعماري في صنعاء

لا زالت الكثير من مواقع الجذب السياحي غير مطورة وتنقصها الخدمات جراء الحروب والاقتتال الدائم الذي يعاني منه اليمن فاليمن يمتلك أربعة مواقع ضمن مواقع التراث العالمي هي سقطرى وصنعاء القديمة وشبام ومدينة زبيد القديمة ورغم ارتفاع عدد السياح إلى 176.98% في اليمن ما بين 2004 -2003 إلا أن الحكومة لم تبدي اهتمامًا بالقطاع السياحي وارتفع معدل إقامة السياح من 7 أيام إلى 16 يوم وكلها مؤشرات إلى إمكانية تطوير القطاع السياحي في البلاد وأشارت بعض الدراسات أن تنمية قطاع السياحة في اليمن كفيل بإخراجه من دائرة البلدان الأقل نماء يأتي أغلب السياح إلى اليمن لزيارة سقطرى والآثار القديمة والتعرف على ثقافة الشعب اليماني وفنونه الشعبية والمهتمين بدراسة الثقافة العربية التي لم تتأثر بمؤثرات خارجية وذلك النتاج العزلة التي فرضت على اليمن لعقود طويلة وأشارت وزارة السياحية اليمنية إلى ذلك في تقريرها الأخير بشأن التنمية السياحية بأن الخدمات السياحية متواضعة في اليمن وتنعدم تماما في القرى الصغيرة التي تلقى إقبالا سياحيا
تمتاز اليمن بتوفر موارد ومقومات سياحية متنوعة تشكل في مجملها عناصر جذب سياحية مثل العناصر الثقافية والتاريخية المتمثلة في المعالم الأثرية والتاريخية للحضارات والدول اليمانية القديمة (معين- سبأ- عاد وثمود وقوم تبع ).

### الصناعة
تمثل الصناعة أحد المكونات الرئيسية لاقتصاد اليمن وتسهم بنسبة تتراوح بين (10-15)% باستثناء الصناعات النفطية، ومن حيث مساهمة هذه الصناعات في الناتج المحلي الإجمالي تأتي الصناعات الغذائية في المرتبة الأولى ثم الصناعات الإنشائية وأهمها: الإسمنت، ثم منتجات التبغ والمعادن هذا باستثناء الصناعات النفطية مما يعكس ضعف القاعدة الإنتاجية وعدم تنوعها.

### التجارة الخارجية
يتفاوت التبادل التجاري لليمن مع العالم الخارجي سنوياً تبعاً للمتغيرات التي تطرأ في كل عام على كل من الصادرات والواردات وبشكل عام فقد ارتفعت قيمة الصادرات اليمنية من 569 مليار ريال يمني في العام2001م إلى 1478 مليار ريال يمني في العام 2011م وتشكل صادرات النفط أكثر من 70% من إجمالي الصادرات اليمنية يليه الأسماك والمحاصيل الزراعية. وفي المقابل ارتفعت قيمة الواردات اليمنية من 416 مليار ريال يمني في العام 2001م إلى 2069 مليار ريال يمني في العام 2011م وتأتي وارداتالديزل في مقدمة الواردات يليه القمح ثم المازوت والبنزين في المرتبة الأولى في قائمة الواردات اليمنية في العام 2011م. ومن بين أهم الدول المصدرة للجمهورية اليمنية (الإمارات ـالصين ـ السعودية ـ الكويت ـ الهند ـ الولايات المتحدة الأمريكية)، ومن أهم الدول المستوردة من اليمن (الصين ـ تايلاند – الهند - الإمارات – كوريا الجنوبية) حسب إحصاءات عام 2011م.
ومن حيث أهم السلع المصدرة يأتي كل من النفط والأسماك والمحاصيل الزراعية، أما من حيث السلع المستوردة فإن أهمها هي: الديزل ـ القمح ـ بنزين ـ وسائل النقل.

## أهم المؤشرات الاقتصادية الكلية
جدول لأهم المؤشرات الاقتصادية الكلية:
| المؤشر                            | الفئة           | 2000   | 2001   | 2002    | 2003    | 2004    | 2005    | 2006    | 2007    | 2008    | 2009    | 2010    |
| --------------------------------- | --------------- | ------ | ------ | ------- | ------- | ------- | ------- | ------- | ------- | ------- | ------- | ------- |
| الناتج المحلي الإجمالي            | مليار ريال يمني | 1,756  | 1,895  | 2,150   | 2,486   | 2,885   | 3,646   | 4,495   | 5,099   | 6,072   | 5,704   | 6,374   |
| الناتج المحلي الإجمالي            | مليار دولار     | 10.86  | 11.23  | 12.24   | 13.55   | 15.61   | 19.05   | 22.81   | 25.63   | 30.39   | 28.12   | 29.03   |
| الاستهلاك النهائي الكلي           | مليار ريال      | 1,287  | 1,478  | 1,707   | 1,911   | 2,171   | 2,509   | 3,358   | 4,036   | 4,837   | 5,108   | 5,741   |
| الادخار المحلي                    | مليار ريال      | 469    | 417    | 443     | 575     | 714     | 1,136   | 1,136   | 1,063   | 1,234   | 596     | 633     |
| الاستثمار الإجمالي                | مليار ريال      | 356    | 403    | 457     | 608     | 690     | 974     | 1,121   | 1,378   | 1,534   | 1,178   | 1,005   |
| الدخل القومي                      | مليار ريال      | 1,764  | 1,895  | 2,132   | 2,421   | 2,707   | 3,398   | 4,252   | 4,792   | 5,719   | 5,416   | 6,084   |
| الدخل القومي                      | مليار دولار     | 10.91  | 11.23  | 12.14   | 13.20   | 14.65   | 17.75   | 21.58   | 24.09   | 28.63   | 26.70   | 27.71   |
| متوسط نصيب الفرد من الناتج القومي | دولار           | 582    | 590    | 620     | 659     | 729     | 863     | 1,036   | 1,131   | 1,288   | 1,183   | 1,159   |
| متوسط نصيب الفرد من الناتج القومي | ريال            | 94,073 | 99,493 | 108,898 | 120,971 | 134,623 | 165,212 | 204,085 | 224,980 | 257,288 | 239,929 | 254,501 |

## الأسواق المالية
يأتي الإعداد والتحضير لإنشاء سوق الأوراق المالية في اليمن كمتطلب أساسي لبرنامج الإصلاح الاقتصادي بعد تنفيذ حزمة من الإصلاحات الاقتصادية والهيكلية ومع ما يشهده الاقتصاد اليمني من توجه صوب نظم السوق وتحويل بعض وحداد القطاع العام إلى الخاص مما تطلب الأمر مع ذلك ضرورة تأسيس سوق الأوراق المالية وتطويرها بغرض جذب الاستثمارات العربية والأجنبية.

### أهمية إنشاء سوق أوراق مالية
إن أهمية إنشاء سوق الأوراق المالية في اليمن تكون في العاملين التاليين:
1. توفير المتطلبات الحكومية لتمويل خطط التنمية الاقتصادية واستكمال تنفيذ حزمة الإصلاحات الاقتصادية والمالية والهيكلية.
2. توفير متطلبات القطاع الخاص من رأس المال الوطني لغاية التمويل والتوسع وإنشاء صناعات استثمارية جديدة وعملاقة.

### الجهود والإجراءات
الجهود والإجراءات التي اتخذت في إطار السعي لإنشاء سوق الأوراق المالية تتمثل في الآتي:
- تطوير وإصلاح القطاع المالي والمصرفي.
- تشكيل لجنة فنية متخصصة بهدف الإعداد والتحضير لسوق الأوراق المالية.
- إعداد الدراسات لإنشاء السوق.

### المخاطر المحتملة
- أُذون الخزانة حسب الدراسات تبين أن أُذون الخزانة في اليمن تشكل صعوبة محتملة أمام السوق.
- قلة الأوراق المالية المعروضة للتداول في السوق وعدم تنوعها.
- نقص المعلومات وعدم توفر الشفافية والثقة في السوق.
- ضعف ونقص الأجهزة والمؤسسات القائمة على الوساطة المالية.
- صعوبات تشريعية وتنظيمية.
- صعوبة الحماية من المضاربة في السوق.
- احتمال وجود حالة من الريبة والترقب الحذر للتعامل في السوق.

### احتواء المخاطر المحتملة
1. تطوير واستحداث أوراق مالية جديدة.
2. توفير الثقة والشفافية في سوق الأوراق المالية.
3. تنمية الوعي الادخاري والاستثماري لدى المواطنين.
4. تشجيع المؤسسات المصرفية والمالية لتقديم خدمات الوساطة في السوق.
5. وضع الضوابط التشريعية والتنظيمية الملائمة.

## تقرير الحكومة السنوي

### 2011
1. تظهر التوقعات الاقتصادية تراجع الناتج المحلي الإجمالي الحقيقي عام 2011م ما بين (15 % - 20 %) (مقارنة بمعدل نمو) 8.7 % عام 2010م.
2. تراجع متوسط نصيب الفرد من الدخل القومي المتاح الحقيقي بما لا يقل عن 21 % مقارنة بمعدل تراجع لا يتجاوز 2.0 % عام 2010م.
3. ارتفاع معدل التضخم لأسعار المستهلك إلى 20 % (على الأقل مقارنة بمعدل 6.12 %) عام 2010م.
4. تراجع القوة التبادلية للعملة المحلية بالدولار بما نسبته 6.6 % مقارنة بمعدل 6.7 % عام 2010م.
5. تراجع احتياطيات الأصول الخارجية للجهاز المصرفي عام 2011م بنسبة 7.18 % مقارنة بمعدل تراجع بلغ 9.7 % عام 2010م.
6. ارتفاع نسبة عجز ميزان المدفوعات إلى الناتج المحلي الإجمالي إلى 5 % عام 2011م مقارنة بنسبة بلغت 8.3 % عام 2010م.
7. ارتفاع نسبة العجز النقدي الصافي للموازنة إلى 2.4 % من الناتج المحلي الإجمالي عام 2011م مقارنة بنسبة بلغت 9.3 % عام 2010م.
8. تجاوز حجم المديونية العامة الداخلية حدودها الآمنة ليصل إلى ما نسبته 131 % من إجمالي الإيرادات الذاتية لعام 2011م وبلوغ نسبة الفوائد عليها نحو 11 % من إجمالي الاستخدامات.
9. اتجاه كمية الإنتاج من النفط الخام نحو الانخفاض في ظل ثبات كميات الإنتاج من الغاز.
10. بلغت نسبة البطالة حسب آخر مسح للصندوق الاجتماعي عام 2010 منح و6.18 %، وإذا أخذنا في الاعتبار توقع فقدان نحو مليون شخص لعملهم بسبب الأحداث فإن نسبة البطالة الصريحة سترتفع إلى ما بين 40 % - 36 % من إجمالي قوة العمل في عام 2011م.
11. ارتفاع نسبة فجوة الطلب المحلي الكلي السالبة من 3.4 % عام 2010م إلى 6.5 % 2011، والفجوة التمويلية من 66 % إلى 90 %.

### 2013
- سجل احتياطي النقد الأجنبي مع نهاية يناير 2013م، نموا بنسبة 4,33 بالمائة عما كانت عليه في يناير 2012م.
- احتياطيات اليمن من النقد الأجنبي وصلت مع نهاية يناير 2013م إلى تريليون و7,339 مليار ريال ما يعادل 2,6 مليار دولار بزيادة 336 مليار ريال ما يعادل 56,1 مليار دولار عما كانت عليه في يناير 2012م وبنسبة نمو قدرها 33.4 بالمائة.[70]
- ميزانية البنك المركزي اليمني ارتفعت بنهاية يناير الماضي إلى تريليونين و472 مليار ريال بزيادة كبيرة بلغت 639 مليار ريال عن الفترة المقابلة من عام 2012م.
- كما سجل العرض النقدي ارتفاع كبير ليصل إلى تريليونين و779 مليار ريال بنهاية يناير 2013م بزيادة بلغت 527 مليار ريال عن يناير 2012م.
- صافي الأصول الخارجية للجهاز المصرفي اليمني بنهاية يناير 2013 م بلغت تريليون 587 مليار ريال.
- صافي المطالبات على الحكومة رصيدًا مدينًا بنهاية ذات الشهر من العام الجاري تريليون و380 مليار ريال بارتفاع قدره 336 مليار ريال عن يناير من العام الماضي 2012م.
- ارتفعت المطالبات على القطاع الخاص إلى 666 مليار ريال بنهاية يناير الماضي قياسًا مع 523 مليار ريال عام 2012م بزيادة 143 مليار ريال.
- القروض والسلفيات الممنوحة للحكومة والمؤسسات العامة قد انخفضت من 967 مليار ريال في ديسمبر 2012م إلى 959 مليار ريال في يناير الماضي.
- انخفضت العملة المصدرة من 833 مليار ريال بنهاية ديسمبر 2012م إلى 810 مليارات ريال بنهاية يناير 2013م.

## القوى العاملة
| المؤشر                              | تعداد 2004 | تقديرات 2005 | تقديرات 2006 | تقديرات 2007 | تقديرات 2008 | تقديرات 2009 |
| عدد المشتغلين                       | 3,555,360  | 4,104,787    | 4,377,808    | 4,241,400    | 4,639,528    | 4,509,983    |
| ----------------------------------- | ---------- | ------------ | ------------ | ------------ | ------------ | ------------ |
| - ذكور                              | 3,244,390  | 3,790,459    | 4,021,411    | 3,896,172    | 4,262,987    | 4,143,485    |
| - إناث                              | 310,971    | 314,328      | 356,397      | 345,228      | 376,541      | 366,498      |
| عدد المتعطلين                       | 689,039    | 784,750      | 792,838      | 790,001      | 794,897      | 794,051      |
| - ذكور                              | 485,058    | 513,642      | 539,556      | 538,024      | 541,495      | 540,632      |
| - إناث                              | 203,981    | 271,108      | 253,282      | 251,977      | 253,402      | 253,419      |
| إجمالي قوة العمل                    | 4,244,400  | 4,889,537    | 5,170,646    | 5,031,401    | 5,434,425    | 5,304,034    |
| - ذكور                              | 3,729,448  | 4,304,101    | 4,560,967    | 4,434,195    | 4,804,483    | 4,684,117    |
| - إناث                              | 514,952    | 585,436      | 609,679      | 597,205      | 629,943      | 619,917      |
| السكان غير النشطين اقتصادياً         | 6,573,754  | 6,101,463    | 6,735,995    | 6,410,487    | 7,428,344    | 7,077,649    |
| - ذكور                              | 1,722,207  | 1,255,899    | 1,469,129    | 1,357,060    | 1,717,137    | 1,590,274    |
| - إناث                              | 4,851,547  | 4,845,564    | 5,266,866    | 5,053,428    | 5,711,208    | 5,487,375    |
| إجمالي القوى البشرية (15 سنة فأكثر) | 10,818,154 | 10,991,000   | 11,906,641   | 11,441,888   | 12,862,770   | 12,381,683   |
| - ذكور                              | 5,451,655  | 5,560,000    | 6,030,096    | 5,791,255    | 6,521,619    | 6,274,391    |
| - إناث                              | 5,366,499  | 5,431,000    | 5,876,545    | 5,650,633    | 6,341,150    | 6,107,292    |
| نسبة البطالة                        | 16.2       | 16.00%       | 15.70%       | 15.30%       | 14.6%        | 15.00%       |
| - ذكور                              | 13         | 11.90%       | 11.80%       | 12.10%       | 11.30%       | 11.50%       |
| - إناث                              | 39.6       | 46.30%       | 41.50%       | 42.20%       | 40.20%       | 40.90%       |